# Парк Монсо

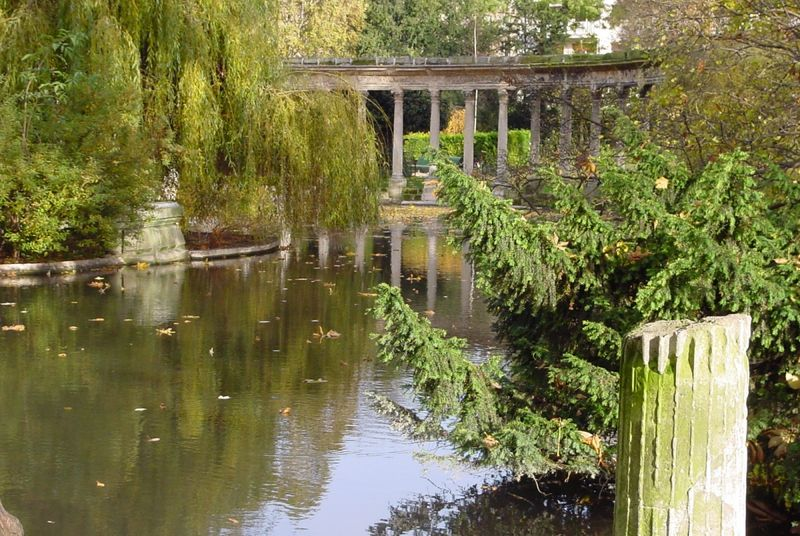
Розарій і рештки Навмахії в парку Монсо

48°52′46″ пн. ш. 2°18′33″ сх. д. / 48.8794° пн. ш. 2.30923° сх. д.
Парк Монсо — парк, розташований у 8-му окрузі Парижа, на перетині бульвару де Курсель, вулиці Проні та вулиці Жоржа Бергера. Біля головного входу розташована історична ротонда Клода Ніколи Леду, частина колишнього міського муру Генеральних орендарів, який обмежував податкову зону міста.

## Опис
Парк Монсо - мальовничий міський парк, розташований у VIII окрузі Парижа. Частина колишнього володіння Пилипа Орлеанського (1747-1793), у сучасному вигляді існує з 1861 року. Нині це нерегулярний англійський парк з звивистими доріжками, широкими прогулянковими алеями, дерев'яними куртинами, озером зі струмком, що втікає в нього, штучними скелями з водоспадом, «античними» руїнами і галявинами з розставленими на них пам'ятниками. У ХІХ столітті його буколічні пейзажі надихали створення картин таких художників- імпресіоністів, як Клод Моне і Гюстав Кайботт.

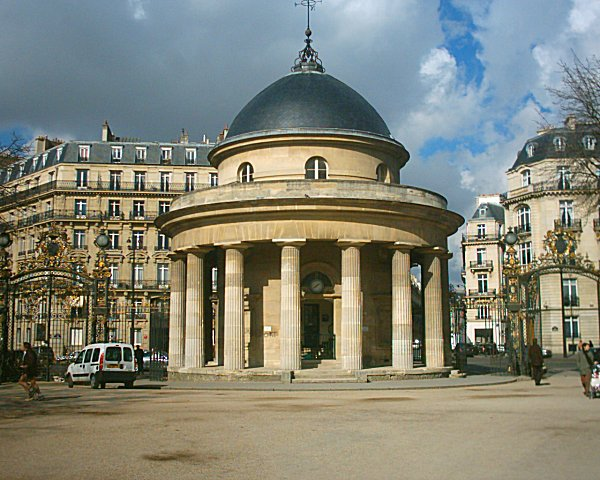
Ротонда кінця XVIII століття біля входу до парку Монсо

Вхідні ворота є справжнім шедевром кування, золочення і чавунного лиття середини XIX століття. Перед входом у парк розташована ротонда, оточена колонадою доричного ордера - творіння архітектора Клода-Нікола Леду (1787-1790). «Напівзруйнована» коринфська колонада, розташована ближче до східної межі парку на березі ставка, як і копія піраміди римського консула Гая Цестія у південній частині парку, є єдиними капризами початкового парку, що збереглися. Доріжка на південь від колонади проходить під аркою, що є справжнім порталом Паризької ратуші, переміщеним сюди після того, як ратуша згоріла під час комуни 1871 року.
Галявини парку прикрашають пам'ятники письменникам і композиторам-романтикам XIX століття: Гі де Мопассану, Альфреду де Мюссе, Едуару Пайерону, Амбруазу Тома, Фредеріку Шопену, Шарлю Гуно, а також скульптура «Юний фавн» 
Найстарішими деревами парку є 130-річний клен, обхват стовбура якого — 4 метри, і 200-річний платан, чий стовбур в обхваті становить 7 метрів  .
Навколо парку розташовані розкішні особняки 2-ї половини XIX століття, зокрема Музей Ніссім-де-Камондо та Музей Чернускі.

## Історія
Назва парку походить від назви села Муссо (Mousseaux), що колись існувало на його місці.

### Заснування у XVIII столітті
Парк був заснований Луї-Філіппом-Жозефом, герцогом Орлеанським і Шартрським, двоюрідним братом Людовика XVI, який був коронований на короля у 1774 році. Герцог Орлеанський і Шартрський поступово викупив землю для парку, і 1769 року відбулося його відкриття. Сади були спроектовані Луї Кармонтелем.
Завдяки постійному докуповуванню нових ділянок парк у 1778 році виріс до 12 гектарів і став відомим під назвою Фолі де Шартр (Безумство герцога Шартрського). Луї-Філіпп після постійних сварок з французьким двором, напр. з Марією Антуанеттою, став тяжіти більше до Лондона, де здружився з принцом Вельським, який згодом став королем Георгом IV..
Саме в цей час формується його вподобання до всього англійського, що здавалося відверто ліберальним у порівнянні із закостенілою абсолютистською структурою Франції. Звідси і його прагнення створити сад в англійському стилі в центрі тогочасного Парижа. Герцог доручив справу впорядкування парку шотландському садівникові Томасу Блейкі, який з 1785 по 1788 рік надав парку форму, засновану на англійському стилі, що було доволі винятковим для тогочасної Франції. Досить «грайливе» планування, звивисті доріжки та довільно розташовані статуї відрізняють його від більш традиційних французьких садів.
У парку розміщено низку мініатюрних моделей архітектурних споруд, тут представлені єгипетські піраміди, китайська архітектура, голландські вітряки та коринфські колони.
У парку є статуї відомих французьких діячів, таких як Гі де Мопассан, Фредерік Шопен, Шарль Гуно, Амбруаз Томас та Едуар Паєрон.
Після страти на гільйотині загалом ліберального Бурбона герцога Орлеанського Луї-Філіппа в 1793 році під час Французької революції парк перейшов у державну власність. Північна межа парку збіглася з межею податкової зони міста Парижа. Ротонда, побудована Клодом Ніколасом Леду, була частиною новозбудованого міського муру «Генеральних оренадрів», яка мала відділити територію оподаткування та стримати ухилення від сплати податків.

### Курйози

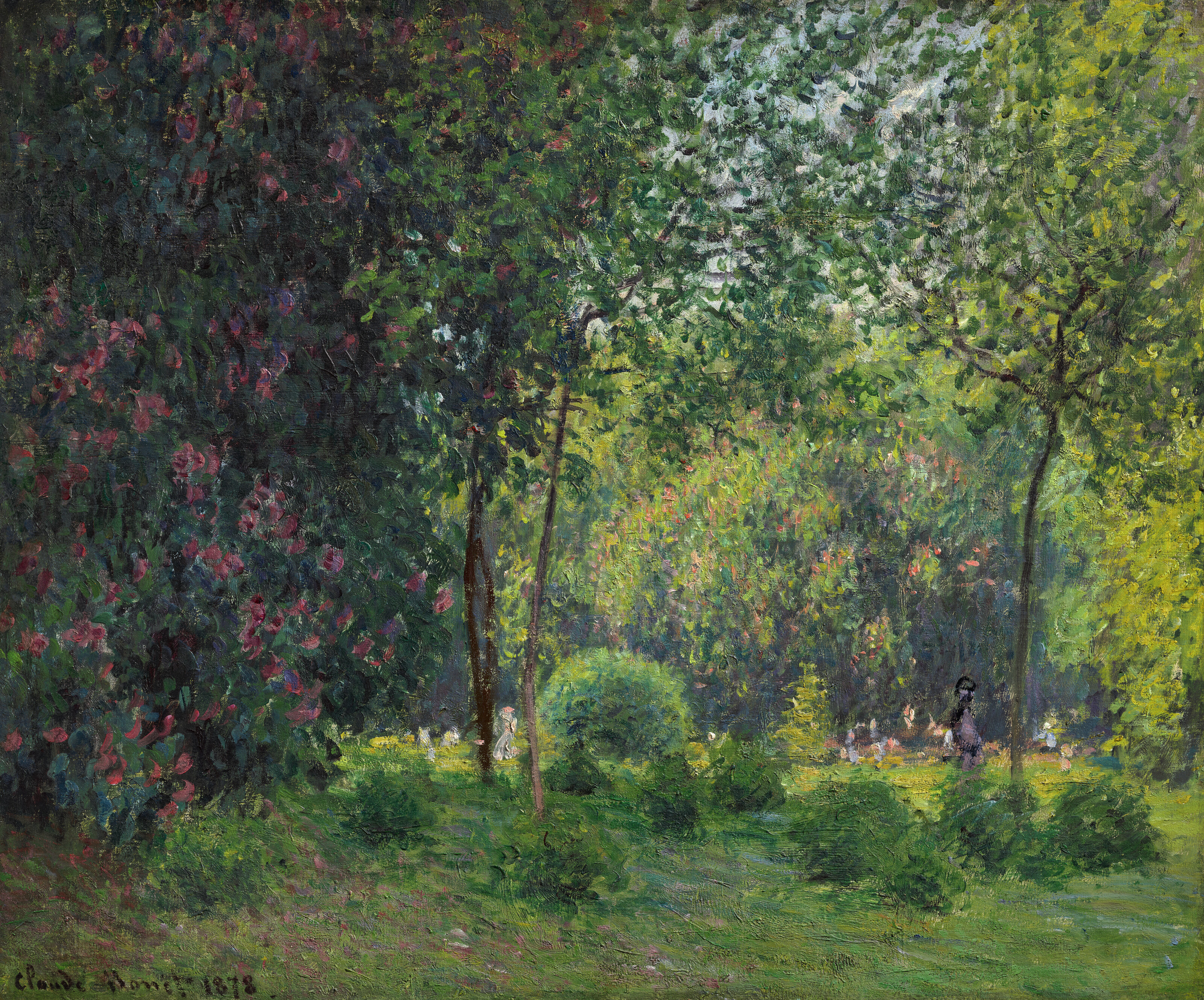
Клод Моне: Парк Монсо

22 жовтня 1797 року в парку відбувся перший стрибок з парашутом в Європі, коли Андре-Жак Гарнерен стрибнув із саморобного водневого аеростата, що перебував на висоті 400 м, та приземлився перед великим натовпом у парку.

### Парк у XIX столітті
Оголошений національним надбанням під час революції, парк залишався популярним місцем для проведення балів і популярних фестивалів у наступний період. Під час реставрації в 1852 році половина парку була передана родині д'Орлеан, а інша половина — французькій державі. У 1860 році місто Париж викупило всю територію парку. Половина землі була оголошена будівельним майданчиком для нових житлових будинків і забудована братами Перейра з метою спекуляції. Таким чином площа парку зменшилася з 19 га до менш ніж наполовину. Інша половина у рамках цієї операції з нерухомістю була збережена бароном Османом як зелена зона і перетворена під керівництвом Жана-Шарля Альфана на громадський парк. Так само вчинили і щодо Булонського та Венсенського лісаів. У серпні 1861 року парк був відкритий особисто Наполеоном III.
У 1876 році Клод Моне написав п'ять картин у парку, разом із серією з трьох картин, на яких зображена весна в парку. Великим шанувальником цього парку був Гектор Берліоз. Парк також описаний у вірші Курта Тухольського і тому став відомий широкій громадськості і в Німеччині.

### Парк сьогодні
1995 року парк був занесений до списку історичних пам'яток Франції (ротонда — в 1907 році, кована брама — в 1974 році).
Сьогодні парк є популярною зеленою оазою для мешканців, особливо сімей, він дуже популярний як місце ігр для дітей.
До парку можна дістатися лінією 2 Паризького метро, біля входу в парк на бульварі Курсель є також вхід до станції метро «Монсо», названої на його честь.
У парку можна безкоштовно користуватися Інтернетом через WLAN. Парк працює з ранку до вечора у будні та святкові дні. У нього можна потрапити через 9 воріт, що охороняються парковим сторожем у 5-му поколінні, що живе у ротонді біля північного входу.